# 非洲蜱咬熱
非洲蜱咬熱（African tick bite fever）是因蜱蟲叮咬所引發的細菌感染症。病徵包含發燒、頭痛、肌肉痛及起疹子，皮膚遭叮咬處會長出中心為黑色的紅癐。一般而言，患者會在遭叮咬後 4-10 日內發病，但出現併發症（如反應性關節炎）的機率並不高，有些人即使遭到叮咬也根本不會發病。
非洲蜱咬熱係因細菌立克次體的一種Rickettsia africae引起，此細菌藉由大壁蝨屬的扁蝨傳遞，牠們通常居住在高草地或草叢中而非都市。典型的確診方式是基於症狀判斷 ，也可以藉由細菌培養、聚合酶連鎖反應及免疫螢光術等技術來確認。
非洲蜱咬熱並沒有疫苗可供接種，預防方式為避免遭到扁蝨叮咬表面肌膚，使用防蚊液待乙妥（DEET）或身著以寄生蟲藥百滅寧處理過的衣物，然而相關支持的例證卻很有限。抗細菌藥去氧羥四環素似乎有效，也會施用氯黴素和阿奇黴素。非洲蜱咬熱不經治療也會自行緩解。
非洲蜱咬熱會發生在亞撒哈拉地區、西印度群島以及大洋洲，多數感染發生在十一月到四月之間，可能引爆大流行。據信 1911 年留下了最早的文字記述。非洲蜱咬熱屬於斑疹熱的一種；之前有一段時間被誤認為蒲東熱。